# Presbytère protestant de Colmar
Le presbytère protestant de Colmar est un monument historique situé à Colmar, dans le département français du Haut-Rhin.

## Localisation
L'édifice est situé aux 11, 13, 15, 17 et 19 Grand-Rue à Colmar.

## Historique
L'édifice, édifié sur l'emplacement du cimetière des Franciscains, a été construit en 1606, pour servir de logement aux ministres du culte protestant dont l'église Saint-Matthieu se trouve à côté. Cette fonction a été maintenue pendant deux siècles.
Actuellement, ses arcades abritent des boutiques.
Les arcades font l'objet d'une inscription au titre des monuments historiques depuis le 6 novembre 1929.

## Architecture
L'architecte est Albert Schmidt.
Bâtiment de style Renaissance avec deux oriels d'angle, à chaque extrémité de l'édifice, encadrent les trois étages de la façade. Ils sont avancés en encorbellement.